# Gymnasium Letmathe der Stadt Iserlohn
Das Gymnasium Letmathe der Stadt Iserlohn, ehemals Gymnasium Letmathe, ist neben dem Märkischen Gymnasium Iserlohn und dem Gymnasium An der Stenner eines von drei städtischen Gymnasien im Stadtgebiet Iserlohns. Die Schule ist in der Sekundarstufe I durchschnittlich dreizügig, in der Oberstufe vierzügig und war das erste Gymnasium der ehemaligen Stadt Letmathe, die im Zuge der kommunalen Neuordnung 1975 in die Iserlohner Schullandschaft eingegliedert wurde.
Die Schule befindet sich im Norden des gleichnamigen Stadtteils Letmathe direkt an der A 46. Durch seine Lage ist das Gymnasium auch für Schüler aus Nachrodt-Wiblingwerde, dem Hagener Stadtteil Hohenlimburg sowie den Iserlohner Stadtteilen Oestrich und Dröschede gut zu erreichen.

## Geschichte
Am 1. Dezember 1965 beschloss der Rat der Stadt Letmathe, für das darauffolgende Jahr erstmals ein städtisches Gymnasium für Jungen und Mädchen zu errichten. Als erster provisorischer Ort wurde die ehemalige Wittekindschule im Stadtteil Oestrich bestimmt. 1969 zogen circa 300 Schüler in das neue Schulgebäude an der Aucheler Straße in unmittelbarer Nähe der Autobahn 46. Im Jahre 1975 wurde die Schule im Zuge der kommunalen Neuordnung des Märkischen Kreises in Gymnasium Letmathe der Stadt Iserlohn umbenannt, da sich die Stadt Letmathe in Iserlohn eingliederte.
Seit 1975 finden in unregelmäßigem Turnus Schüleraustausch-Programme statt, aktuell noch mit der Partnerstadt Auchel in Frankreich und Indianapolis in den USA. Früher fanden auch Schüleraustausch-Programme u. a. mit Schulen in Basingstoke (Großbritannien) statt. Eine weitere Besonderheit war der Erhalt der Sechs-Tage-Woche bis zum Jahre 1994, also dem regelmäßigen Samstagsunterricht jeden zweiten und vierten Samstag. Das Gymnasium schaffte dieses Unterrichtsmodell als eine der letzten im Stadtgebiet ab. Im Oktober 2009 führte man mit Beginn des Schuljahres 2010/11 den Gebundenen Ganztag ein.
Seit dem Schuljahr 2008/09 bietet die Schule erstmals Spanischunterricht an.
1997 erhielt die Schule ihren ersten großen Anbau, in diesem Fall durch Aufstockung einer vierten Etage im Gebäude mit acht Klassenräumen. 2010 gab es einen weiteren Anbau mit einer Mensa und eines Oberstufenraumes, 2012 wurde die Mensa erweitert.
Als erstes Gymnasium der Stadt Iserlohn führte das Letmather Gymnasium im Juni 2012 das 67,5 Minuten-Unterrichtsmodell ein.
Im Schuljahr 2014/15 wurden sogenannte Mobile Lerneinheiten am Rande der Schule errichtet, die weitere acht Klassenräume für die Oberstufe beinhalten. 2015 wurden die Mensa, der Oberstufenraum und der Eingangsbereich der Schule erweitert.
Schulleiter war bis zum Schuljahr 2019/2020 Peter Wiedemeier. Im Schuljahr 2020/21 leitete Stellvertreter Tobias Hommel die Schule kommissarisch. Zu Beginn des Schuljahres 2021/22 wurde das Schulleiter-Amt offiziell auf Tobias Hommel übertragen. Im Schuljahr 2022/23 hat Annette Hagebölling das Amt der stellvertretenden Schulleiterin übernommen.